# Iâh (épouse d'Antef III)
Pour les articles homonymes, voir Iah.
Iâh est une reine consort de la XIe dynastie, fille d'un roi, probablement Antef II, épouse du roi Antef III et mère du roi Montouhotep II.

## Biographie
Son nom vient du dieu lunaire mineur Iâh. Son titre de « Fille du roi » (sȝ.t-nỉsw.t), fait supposer que son père est probablement Antef II, même s'il n'y a pas de preuve absolue. Elle a épousé le roi Antef III avec qui elle eut comme fils le futur roi Montouhotep II ainsi que comme fille la future reine Néférou II.
Elle porte les titres de « Fille du roi » (sȝ.t-nỉsw.t), « Épouse du roi » (ḥm.t-nỉsw.t), « Mère bien-aimée du roi » (mwt-nisw.t mrỉỉ.t=f) et « Prêtresse d'Hathor » (ḥm.t-nṯr-Ḥw.t-Ḥr).
Iah apparaît sur un relief rocheux à Shatt er-Rigal où elle est montrée debout derrière Montouhotep II. Devant eux sont représentés Antef III et le garde des sceaux et trésorier Khéti. Elle figure également dans la tombe TT319 de sa fille Néférou II, dont le nom est inscrit sur des fragments de relief et sur les modèles de sarcophages : « Néférou, née de Iâh ».